# Gijsbertha van Bronckhorst
Gijsbertha van Bronckhorst (geboren circa 1420) was de dochter van Otto van Bronckhorst-Borculo (1392-1458) en Agnes van Solms (overleden 29 december 1439). Zij erft de Van Solms-Ottensteinse goederen in het stift Münster en in Utrecht.
Zij trouwde op 25 april 1435 met Everwijn I van Bentheim heer Everwijn V van Götterswick 1403–1454, graaf Everwijn I van Bentheim 1421-1454 en heer Everwijn I van Steinfurt (1397-4 maart 1454). Hij was een zoon van Arnold III van Götterswick en Machteld van Reifferscheidt en weduwnaar van de op 12 maart 1420 overleden Machtelt van Steinfurt, de dochter van Ludolf VIII van Steinfurt en Luitgard van Schaumburg. In 1403 erfde hij Götterswick van zijn vader en in 1410 erfde hij Bentheim van Bernard I van Bentheim. Op 20 augustus 1421 komt hij door zijn eerste huwelijk en na het overlijden van Ludolf VIII van Steinfurt in het bezit van Steinfurt en Gronau. Op 30 oktober van hetzelfde jaar erfde hij van Bernard van Bentheim-Holland het graafschap Bentheim. Op 25 april 1435 komt hij door zijn tweede huwelijk in het bezit van de Van Solms-Ottensteinse goederen. Uit haar huwelijk werden geboren:
- Arnold I van Steinfurt (1444–Goch, 16 februari 1466) trouwde in 1458 met Katharina van Gemen. Hij werd op 4 maart 1454, na het overlijden van zijn vader, hoofd van het huis Bentheim-Steinfurt.
- Bernard II van Bentheim (1442–1473). Hij trouwde in 1460 met Anna van Egmond.
  - Everwijn II van Bentheim-Steinfurt (1461–13 december 1530)

Götterswick en de Van Solms-Ottensteinse goederen komen na zijn overlijden aan zijn zoons Bernhard en Arnold I. Stadt Neuenhaus, het kerspel Uelsen en Bentheim komen aan zijn zoon Bernhard. Steinfurt en Gronau komen aan Arnold I.